# Conceição de Macabu
Conceição de Macabu este un oraș în unitatea federativă Rio de Janeiro (RJ), Brazilia.